# Конфедерация независимых футбольных ассоциаций
Конфедерация независимых футбольных ассоциаций (КНФА; англ. Confederation of Independent Football Associations; ConIFA) — футбольная организация, образованная 7 июня 2013 года.
Конфедерация объединяет футбольные ассоциации и их сборные государств (непризнанные и частично признанные государства, автономии внутри признанных государств, этнические сборные), которые официально не были включены в состав МФФ (FIFA) и континентальные конфедерации. Главная контора (офис) организации расположена в городе Лулео в северной провинции Швеции — Норрботтен. Фактически заменила NF-Board. Заявляет о своей «100 % политической нейтральности».

## Соревнования
ConIFA проводит Кубок мира и Кубок Европы. Первый Кубок мира по футболу прошёл с 1 по 8 июня 2014 года в шведском городе Эстерсунде.

### Кубки Мира
| Год   | Место проведения   | Чемпион        | Результат      | 2-е место     | 3-е место        |
| ----- | ------------------ | -------------- | -------------- | ------------- | ---------------- |
| 2014  | Швеция             | Графство Ницца | 0:0 (пен. 5:3) | Элан Ванин    | Арамейская Сирия |
| 2016  | Абхазия            | Абхазия        | 1:1 (пен. 6:5) | Пенджаб       | Северный Кипр    |
| 2018  | Англия             | Закарпатье     | 0:0 (пен. 3:2) | Северный Кипр | Падания          |
| 2020* | Северная Македония | не состоялся   | не состоялся   | не состоялся  | не состоялся     |

* Отменён в связи с пандемией коронавируса в 2019-20 годах

### Кубки Европы
| Год  | Место проведения | Чемпион      | Результат      | 2-е место        | 3-е место      |
| ---- | ---------------- | ------------ | -------------- | ---------------- | -------------- |
| 2015 | Венгрия          | Падания      | 4:1            | Графство Ницца   | Элан Ванин     |
| 2017 | Северный Кипр    | Падания      | 1:1 (пен. 4:2) | Северный Кипр    | Секейский край |
| 2019 | НКР              | Южная Осетия | 1:0            | Западная Армения | Абхазия        |

### Планируемые турниры
С 2021 года планируется проводить Кубок мира среди женских сборных, а также континентальные турниры (Азии, Америки, Африки и Океании).

## Члены
По состоянию на январь 2024 года.

| Европа (17) - Абхазия - НКР - Закарпатье - Западная Армения - Корнуолл - Королевство обеих Сицилий - Лапландия - Остров Эльба - Падания - Реция - Элан Ванин (остров Мэн) - Сардиния - Северный Кипр - Секейский край - Тичино - Чамерия - Южная Осетия Азия (8) - Восточный Туркестан - Кашмир - Иракский Курдистан - Пакистанская футбольная ассоциация - Пенджаб - Тамил-Илам - Тибет - Хмонги | Африка (4) - Биафра - Йоруба - Кабилия - Катанга Северная Америка (4) - Национальная Мексиканская Футбольная Ассоциация - Каскадия - Кискея - Кускатлан Южная Америка (6) - Аймара - Армянская община Аргентины - Куна - Мапучи - Мауле - Федерация альтернативных видов спорта штата Сан-Паулу Океания (2) - Гавайи - Западное Папуа |

## Женский футбол
Всем членам ConIFA предлагается инвестировать в женский футбол в своих общинах и создавать национальные женские сборные, чтобы играть и соревноваться с другими членами ConIFA.
Первый в истории официальный женский футбольный матч ConIFA состоялся 10 ноября 2018 года на Северном Кипре, когда сборная Лапландии победила хозяев, сборную Северного Кипра, со счетом 4:0 в Women’s Friendship Cup.

### Сборные
Хотя всем членам ConIFA предлагается создать сборную, из-за определённых препятствий, таких как финансирование и другие проблемы, не многие сделали это. Ниже приведён список членов ConIFA, которые имеют женскую футбольную сборную:
На июль 2025
| Сборная       |
| ------------- |
| Лапландия     |
| Окситания     |
| Северный Кипр |

| Сборная |
| ------- |
| Карены  |

| Сборная      |
| ------------ |
| Матабелаленд |